# دریای خاموش
دریای خاموش (انگلیسی: The Silent Sea; کره‌ای: 고요의 바다; لاتین‌نویسی اصلاح‌شده: Goyo-eui bada) یک مجموعهٔ تلویزیونی ۲۰۲۱ محصول کره جنوبی با بازی گونگ یو، به دونا و لی جون است.این مجموعه اقتباس از فیلم کوتاه سال ۲۰۱۴، دریای آرامش به نویسندگی و کارگردانی چوی هانگ-یونگ است که کارگردانی این مجموعه را نیز بر عهده دارد. این مجموعه در ۲۴ دسامبر ۲۰۲۱ همزمان با شب کریسمس توسط نتفلیکس منتشر شد.

## خلاصهٔ داستان
این مجموعه در آینده واقع شده‌است، زمانیکه سیارهٔ زمین از کمبود آب و مواد غذایی ناشی از بیابان‌زایی رنج می‌برد. هان یون-جه سرباز آژانس فضایی است. او برای یک تیم، که شامل سون جی-آن نیز می‌شود، برای سفر به ماه انتخاب می‌شود. مأموریت آنها بازیابی یک نمونهٔ اسرارآمیز از یک ایستگاه تحقیقاتی متروکه است.

## بازیگران

### بازیگران اصلی
- گونگ یو در نقش هان یون-جه
- به دونا در نقش دکتر سون جی-آن
- لی جون در نقش کاپیتان ریو ته-سوک